# 花田美奈子
花田 美奈子（はなだ みなこ、1929年 - 2013年）は、元高級クラブのママで、玄米菜食を提唱した。通称、マダム花田。

## プロフィール
奈良県出身。
三好興産(ミヨシコーポレーショングループ)・三好淳之(三好三郎)が経営する高級クラブやレストランに携わった。
1955年、大阪・北新地のクラブ「ラ・モール」の雇われママになる。
1960年、東京・銀座のクラブ「ラ・モール」の雇われママになる。(～1980年代まで)
1962年から「ローゼンケラー」（銀座／ドイツ・ミュンヘンの本格的ビアレストラン）、「マキシム・ド・パリ（銀座／パリの仏レストラン）、「パブ・カーディナル」（銀座・六本木／イギリススタイルのパブレストラン）、「エル・フラメンコ」（新宿／スペイン料理）、「ベルベデーレ」（銀座／イタリア料理）などの企画に参加。
羊毛卸し業「メリノ」社長・持田武雄と結婚し、晩年は、ハナダ式玄米菜食の書籍を執筆した。

## 著書
- 『いのちのレシピ―死の淵から生還した奇跡の“食”ヒストリー』（2012年、マーブルトロン）
- 『デトックスクッキング―体の毒を出してキレイになる! 』（2006年、グラフ社）
- 『毒消し料理術』大森隆史共著（2005年、グラフ社）
- 『ハナダ式玄米菜食―らくらく健康食生活』（2002年、竹内書店新社）